# Каливия-Торику
Кали́вия-Торику́ (греч. Καλύβια Θορικού) — город в Греции, на юго-востоке Аттики. Расположен на высоте 110 метров над уровнем моря, на побережье залива Сароникос Эгейского моря, в 11 километрах к югу от Афинского международного аэропорта «Элефтериос Венизелос» и в 24 километрах к юго-востоку от Афин. Административный центр общины (дима) Сароникос в периферийной единице Восточная Аттика в периферии Аттика. Население 14 424 жителя по переписи 2011 года. Площадь 70,636 квадратного километра.
Город Каливия (Καλύβια) создан в 1845 году (ΦΕΚ 32Α), в 1912 году (ΦΕΚ 262Α) было создано сообщество, в 1915 году (ΦΕΚ 260Α) город переименован в Каливия-Торику. Название происходит от греч. καλύβι «хижина».
Через город проходит проспект Атинон-Суниу (национальная дорога 91 Афины — Сунион), восточнее — проспект Лавриу (национальная дорога 89).

## Население
| Год  | Население, человек |
| ---- | ------------------ |
| 1991 | 5565               |
| 2001 | 10 323             |
| 2011 | ↗ 14 424           |
| 2022 | 14 441             |